# Ла-Нолет
Ла-Ноле́т (фр. La Naulette) — пещера на левом берегу реки Лес, притока Мааса на холмах над Динаном, Бельгия.
В 1866 году бельгийский палеонтолог Эдуард Дюпон обнаружил фрагмент нижней челюсти человека и неполную локтевую кость, которые в настоящее время хранятся в Брюссельском музее естественной истории.
Вопреки более ранним открытиям окаменелости человека, таким как останки неандертальца 1 в Германии, которые не могли быть прослежены до его контекстного происхождения, древность ископаемых остатков Ла-Нолета была быстро подтверждена, поскольку она была записана в точном стратиграфическом контексте и могла быть сравнена и связана с останками крупных вымерших доисторических млекопитающих — мамонта, носорога и северного оленя, обнаруженных в одном слое осадка. Французский антрополог Поль Брока писал, что открытие представляет собой «первое событие, предоставляющее дарвинистам анатомические доказательства. Это первое звено в цепи, которое, по их мнению, тянется от человека к обезьянам».
Нижняя челюсть обладает определёнными особенностями, имеет очень обезьяноподобный тип в своей крайней проекции и зубной щели (сами зубы потеряны), что указывает на очень сильные клыки и большие моляры, которые увеличиваются в размере назад. Человек из Ла-Нолет в настоящее время считается неандертальцем, относимым к мустьерской культуре.